# Списак друштвено-политичких радника САП Косова
Списак истакнутих друштвено-политичких радника САП Косова садржи списак личности које су обаљале државне и партијске фунцкије у Социјалистичкој Аутономној Покрајини Косово и Савезу комуниста Косова, односно били — чланови Председништва САП Косова, чланови Председништва ПК СК Косова, чланови Покрајинског комитета СК Косова, чланови Извршног већа Скупштине САП Косова, посланици Скупштине САП Косова, чланови Покрајиснке конференције Социјалистичког савеза радног народа Косова, Покрајинског одбора Савеза удружења бораца Народноослободилачког рата Косова, чланови Покрајиснке конференција Савеза социјалистичке омладине Косова, чланови Покрајинског већа Савеза синдиката Косова, председници Скупштине општине Приштине, председници Председништва Општинског комитета Савеза комуниста Приштине и др.
1. Хусамедин Аземи (1939—)
2. Станоје Аксић (1921—1970)
3. Сејдо Бајрамовић (1927—1993)
4. Махмут Бакали (1936—2006)
5. Љубомир Борковић (1926—2009)
6. Урош Булатовић (1918—1988)
7. Илија Вакић (1932—2023)
8. Азем Власи (1948)
9. Рамадан Вранићи (1922—2000)
10. Шефћет Неби Гаши (1927—)
11. Вели Дева (1923—2015)
12. Светислав Долашевић (1926—1995)
13. Спасоје Ђаковић (1914—2005)
14. Јусуф Зејнулаху (1944—)
15. Даут Јашаница (1948—2020)
16. Каћуша Јашари (1946—)
17. Павле Јовићевић (1910—1985)
18. Абаз Казази (1929—)
19. Хисен Кајдмочај (1943—)
20. Јусуф Кељменди (1927—)
21. Милија Ковачевић (1914—)
22. Ремзи Кољгеци (1947—2011)
23. Иљаз Куртеши (1927—2016)
24. Рахман Морина (1943—1990)
25. Душан Мугоша (1914—1973)
26. Намзи Мустафа (1941—)
27. Богољуб Недељковић (1920—1986)
28. Џавид Нимани (1919—2000)
29. Бејто Новобрдалија (1928—)
30. Бахри Оручи (1930—2011)
31. Ђорђије Ђоко Пајковић (1917—1980)
32. Катарина Патрногић (1921—1971)
33. Јован Печеновић (1933—2021)
34. Имер Пуља (1921—2010)
35. Риза Сапунџију (1925—2008)
36. Бајрам Селани (1938—2019)
37. Бајрам Селими (1931—)
38. Танкосава Симић (1920—1997)
39. Крсто Филиповић (1917—1974)
40. Џевдет Хамза (1920—)
41. Синан Хасани (1922—2010)
42. Мехмед Хоџа (1908—1987)
43. Фадиљ Хоџа (1916—2001)
44. Предраг Цуцкић (1932—1985)
45. Исмет Шаћири (1918—1986)
46. Кољ Широка (1922—2004)
47. Бранислав Шкембаревић (1920—2003)
48. Али Шукрија (1919—2005)